# Departement Stad en Landen van Groningen
Het departement Stad en Landen van Groningen was een Nederlands departement. Het bestond van 1802 tot 1807. De hoofdstad was Groningen.
Na de oprichting van het Bataafs Gemenebest in 1801 werd bij wet van 21 juni 1802 de departementale indeling van het rijk vastgesteld. Het voormalige departement van de Eems werd opgesplitst en een gedeelte hiervan vormde het departement Stad en Landen van Groningen. De grenzen kwamen overeen met die van het voormalige gewest Stad en Lande van de Bataafse Republiek, nu inclusief de voormalige generaliteitslanden Wedde en Westerwolde. Het grondgebied van het departement omvatte ongeveer het gebied van de huidige provincie Groningen.
Na de oprichting van het koninkrijk Holland in 1806 werd bij wet van 13 april 1807 de departementale indeling van het rijk vastgesteld. De naam van het departement werd gewijzigd in departement Groningen.

## Bron
- Stad en Lande tijdens de Bataafse Republiek, H.A. Kamphuis, Uitgeverij Koninklijke Van Gorcum, Assen (2005), ISBN 90-232-4080-4

Bataafs Brabant · Friesland · Gelderland · Holland · Overijssel · Stad en Landen van Groningen · Utrecht · Zeeland